# Edina Altara
Edina Altara (Sassari, 9 juillet 1898 – Lanusei, 11 avril 1983) est une illustratrice, décoratrice, peintre et céramiste italienne.

## Biographie
Depuis l'enfance, Edina Altara montre une inclination pour le dessin, les couleurs et l'utilisation du papier. Très jeune elle commence sa carrière artistique comme autodidacte. À dix-huit ans, en 1917, lors de l'exposition de la Société des Amis de l'Art de Turin,  son collage Sur la terre des intrépides sardes (connu aussi sous le titre Gesus, salvadelu!) est acquis par le roi Victor-Emmanuel III,.
Des artistes comme le sculpteur Leonardo Bistolfi lui adressent des lettres d'éloge et son travail est signalé par d'importants critiques parmi lesquels Ugo Ojetti, Raffaello Giolli, Margherita Sarfatti, Corrado Ricci ou Luigi Bartolini.
Après son mariage avec Vittorio Accornero de Testa (it), illustrateur connu sous le pseudonyme de Victor Max Ninon, Edina Altara travaille avec lui en qualité d'illustratrice déco. Les travaux réalisés ensemble sont signés Edina et Ninon.
Dans les années 1930, elle se consacre à la céramique, à la mode et à la décoration, elle ouvre dans sa maison de Milan un atelier en mesure d'attirer une clientèle raffinée. C'est aussi à cette époque-là que la séparation du couple Altara-Accornero s'accomplit.
De 1941 à 1943, Edina Altara collabore à la revue Grazia en réalisant des figurines de mode. À partir de 1942, elle entame une collaboration avec la revue féminine Bellezza dirigée par Gio Ponti dont elle deviendra, à partir de 1946, la collaboratrice. Ainsi, entre les années 1940 et 1960, la collaboration avec Ponti exalte sa créativité qui se meut entre projets de décoration et design publiés sur des revues de renom comme Stile (Style) et Domus. Pendant la collaboration avec Gio Ponti, Edina Altara eut l'opportunité de travailler à la décoration d'espaces et de meubles de cinq transatlantiques : Conte Grande, Conte Biancamano, Andrea Doria, Oceania et Africa.
Pendant sa carrière d'artiste, Edina Altara a illustré une trentaine de livres pour enfants et a collaboré à de nombreux périodiques et revues en dessinant des illustrations de mode, d'histoires, de publicité, parmi lesquels Grazia.